# Dietmanns
Dietmanns es un municipio situado en distrito de Waidhofen an der Thaya, en el estado de Baja Austria (Austria). Tiene una población estimada, a inicios de 2023, de 1038 habitantes.